# Murinai Angéla
Murinai Angéla (Kiskunmajsa, 1970. május 6. –) Németországban élő magyar író, blogger, kreatív írás oktató (Magyar Íróképző).
Eredeti szakmája szerint pedagógus, a bajai Eötvös József Tanítóképző Főiskolán végzett, majd tanítóként, gyermekszínjátszó rendezőként, drámapedagógusként dolgozott. Férjével, Murinai Zsolttal és három fiukkal Lajosmizsén éltek. Angéla 2014-ben indította Gumiszoba című blogját, melyben feminizmussal, politikával, társadalmi kérdésekkel és kultúrával foglalkozott. A blog rövid idő alatt népszerű, egyben megosztó lett azzal, hogy nyíltan beszélt tabusított témákról. 2024-ben Facebook oldala átköltözött a szerző saját neve alá, a blog pedig még ma is eredeti nevén, „Gumiszoba: Ketteseknek- egyeseknek- embereknek" üzemel.
2016-ban egy máltai nyaralás során legidősebb fia, a tizenhét éves Bence a tengerbe fulladt. Angélát írói pályáján ez a tragikus esemény indította el. 2021-ben jelent meg Mikor feltámad a szél című könyve, melyet Margó-díjra jelöltek. 2018 októberében, férje halála után Angéla két fiával Németországba, Friesoythéba költözött, ahol jelenleg is él. Harmadik könyvében, melyet második fiával, Ákossal közösen írt, a kiköltözésről és németországi életéről számol be. Angéla 2023 óta a Magyar Íróképzőben oktat kreatív írást, publikál a Marie Claire Magyarország online felületén, és női önsegítő csoportokat vezet.

## Könyvei
- Mikor feltámad a szél (Libri, Bp., 2021, ISBN: 9789634338550, e-könyv ISBN: 9789634339083)
- 10 okom a haragra: nőnek lenni egy macsó világban (Tea kiadó, Bp., 2021, ISBN: 9786158204743)
- Ich bin aus Ungarn (Libri, Bp, 2022, ISBN: 9789636040321, e-könyv ISBN: 9789636040932)
- Anya szív: anyának lenni egy macsó világban (Tea kiadó, Bp., 2023, ISBN: 9786158233743)
- Bossa nova (Álomgyár, Bp., 2024, ISBN: 9789635707201, e-könyv ISBN: 9789635707218)
- Crazy Swing - Elveszettek (Álomgyár, Bp., 2024, ISBN: 9789636830168)

## Újságcikkek, videók, podcastok
- „Én sírhatok, elakadhat a szavam, nem számít. Nekem meghalt a fiam. Csak ez számít” – Hogyan élheti túl egy anya a gyereke elvesztését? WMN, Filákovity Radojka, 2021. július 11.
- Egy asszony élete: Murinai Angéla / a Friderikusz Podcast 21. adása Friderikusz Podcast, Friderikusz Sándor, videó, 2021. szeptember 16.
- Angela Murinai: Magamtól vártam el, hogy olyan könyvet írjak, ami túlnő rajtam Könyves Magazin, A Margó-díj rövidlistája, 2021. október 7.
- Murinai Angéla: „Nem tudom, milyen a jó halál, de tudom, milyet nem szeretnék.” nlc.hu, 2021. október 26.
- Ich bin aus Ungarn -- Magyarországról jöttem - Murinai Angéla. Könyvben utazom Oláh Andreával Oláh Andrea interjúja, podcast, 2022. június 11.
- 10 okom a haragra – Angela Murinai. Könyvben utazom Oláh Andreával Oláh Andrea interjúja, podcast, 2022. július 20.
- Családi tragédiák után új életet kezdeni egy idegen országban – Murinai Angéla és fia, Ákos közösen írták meg emigrációs történetüket. rtl.hu, videó, 2022. szeptember 8.
- „Nem tudom elképzelni, hogy visszatérhetünk még Magyarországra” – Egyedülálló nő, két kamasszal külföldre költözne. nlc.hu, Farkas E. Lina, 2022. szeptember 21.
- Murinai Angéla a regényírónő, akinek tollát tragédiák vezették  Győr Plusz rádió (gyorplusz.hu), Mihályi Orsi, 2023. október 10.
- Gondolatok a női lét terheiről és örömeiről Új szó, Tornyai Bianka, 2023. október 12.
- Kiégett, frusztrált anyák nevelnek zavarodott és szomorú gyerekeket - beszélgetés az Anya szív c. kötet szerzőjével  Családinet.hu, Mezei Csongor Andrea interjúja, 2024. január 24.
- "Háromgyerekes anyaként úgy éreztem, ha megfeszülök, akkor sem tudom azt a családot megteremteni, amit szeretnék" HVG360, Matalin Dóra, 2024. február 24.
- Mindig azok a témák érdekeltek, amiket titok, tabu, szégyen övez - Interjú Angela Murinaival Álomgyár (alomgyar.hu), 2024. február 28.
- Angela Murinai: Magyarországról jöttem Vörösmarty Rádió, Gombkötő Gina, 2024. március 11.
- Murinai Angéla: Anya szív – Győr Plusz Győr Plusz podcast (gyorplusz.hu), Mihály Orsi, 2024. április 4.
- Bossa Nova - Angela Murinai - Könyvben utazom Oláh Andreával Oláh Andrea interjúja, podcast, 2024. április 11.
- "Ha nem lettél ideges, nem figyeltél eléggé." Mai vendégünk Murinai Angéla író, blogger Női Napozó Podcast, Háver Varga Mariann és Bárány Anna, 2024. június 16.
- Egy ideális világban az anyaság egy szerep, a nőkkel viszont elhitetik, hogy ez az identitásuk Vincze Barbara interjúja, 2024. november 21.